# Ханін Андрій Павлович
Андрі́й Па́влович Ханін (19 березня 1988, с. Веселівка Автономної Республіки Крим — 26 лютого 2022, поблизу м. Волновахи Донецької області) — український військовослужбовець, сержант Збройних Сил України, учасник російсько-української війни, який відзначився і загинув під час відбиття російського вторгнення в Україну. Герой України (2022, посмертно).

## Життєпис
Народився 19 березня 1988 року в с. Веселівка Автономної Республіки Крим. Закінчив Харківський національний університет внутрішніх справ, де опановував спеціальність правознавство. Після випуску служив в одному зі спецпідрозділів МВС у Криму. В 2014 році, після окупації Криму, переїхав до міста Дніпра, де побут, як і решту, довелося налагоджувати з нуля.
Навесні 2021 року вступив на військову службу до 25-ї окремої повітрянодесантної Січеславської бригади. Спочатку обіймав посаду командира відділення — командира бойової машини, а згодом став головним сержантом парашутно-десантного взводу.
Захищаючи м. Волноваху Донецької області, знищив ворожий танк Т-72 та близько 10 осіб противника. Під час бою, зазнавши поранення, 33-річний десантник допомагав пораненим побратимам і до останнього виконував свій обов'язок. Андрій Ханін загинув під час бою, намагаючись знищити ворожий БМП.
29 серпня 2022 року в День пам'яті захисників України, які загинули в боротьбі за незалежність, суверенітет і територіальну цілісність нашої держави, Президент України Володимир Зеленський передав орден «Золота Зірка» членам родини загиблого Героя України.
19 січня 2024 року під час церемонії у Маріїнському палаці Президент України Володимир Зеленський вручив 30 сертифікатів на отримання квартир військовослужбовцям Сил оборони, яким присвоєно звання Героя України, та родинам полеглих Героїв; один із сертифікатів було вручено рідним сержанта Андрія Ханіна.

## Нагороди
- звання «Герой України» з удостоєнням ордена «Золота Зірка» (2022, посмертно) — за особисту мужність і героїзм, виявлені у захисті державного суверенітету та територіальної цілісності України, вірність військовій присязі.